# バスケットボールマガジン
バスケットボールマガジンは、かつてベースボール・マガジン社（BBM）より発行されていたバスケットボール専門誌である。略称「バスマガ」。2011年11月25日の発行号を以って休刊となった。

## 概要
1993年に創刊。毎月25日発売。BBM発行のサッカー雑誌「サッカーマガジン」のバスケットボール版とされていた。
ライバル誌の月刊バスケットボールと比べ、国内のバスケットボール情報に重点を置いており、bjリーグに関しても多く扱っていた。近年はスキルアップ系記事が中心となっていた。また、BBMからはbjリーグ公認の「プロ・バスケットボールテクニック集」も発売されていた。